# Porte de Nauen
Pour les articles homonymes, voir Nauen (homonymie).
 (août 2022).
La porte de Nauen (en allemand : Nauener Tor) se trouve à Potsdam (Allemagne). Elle a été construite en 1755, sur la base d'un croquis dessiné par Frédéric II. Il s'agit d'un des premiers édifices européens influencés par l'architecture néo-gothique de l'Angleterre.
Elle faisait partie de la muraille érigée sur ordre du roi-sergent Frédéric-Guillaume Ier de Prusse qui transforma Potsdam en ville de garnison. Deux autres portes existent toujours à Potsdam : la Porte de Brandebourg et la Jägertor (de) (« porte des chasseurs »). Toutes trois sont les témoins de l'enceinte qui entourait Potsdam.